# Rumex talaricus
Rumex talaricus är en slideväxtart som beskrevs av Karl Heinz Rechinger. Rumex talaricus ingår i släktet skräppor, och familjen slideväxter. Inga underarter finns listade i Catalogue of Life.